# BEAT LOVER
「BEAT LOVER」（ビート・ラヴァー）は、1989年5月10日にトーラスレコードからリリースされた早見優の25枚目のシングル。

## 概要
表題曲「BEAT LOVER」は、コーセー化粧品・1989年夏のキャンペーンCMソングとして使用された。
B面曲「COOL DOWN 〜Heat of The Beat」は13thアルバム『MOMENTS』からのシングル・カット。
シングルレコードの発売は本作が最後となり、次作からはシングルCDに移行となる。

## 収録曲
1. BEAT LOVER
作詞：森浩美 / 作曲：葛口雅行 / 編曲：杉山卓夫
2. COOL DOWN 〜Heat of The Beat
作詞・作曲：Adrian Gurvitz, Paul Gurvitz / 編曲：奈良部匠平